# Ufones
Ufones es una localidad del municipio de Rabanales, situada en la comarca de Aliste, perteneciente a la provincia de Zamora, comunidad autónoma de Castilla y León, España.

## Historia

### Época Protohistórica
Al oeste de la localidad se encuentra el yacimiento de “El Castro” que fue un poblado de la Primera Edad del Hierro, enclavado en el valle del río Mena, este castro pertenecía a la tribu zoela, enmarcada en el grupo de los Astures.

### Época Romana
Junto a la iglesia parroquial de Santa Eulalia de Mérida podemos encontrar una pieza de piedra tallada que, supuestamente, representa un falo, se cree que de origen romano, cristianizado siglos más tarde mediante cruces talladas en su superficie, siguiendo tal vez, los designios del Segundo concilio de Braga, que prohibió adorar a las piedras e identificó los falos con el diablo.
El culto fálico en época romana estaba asociado a Príapo, un Dios menor campestre, propiciador de la fecundidad, de las buenas cosechas y protector del ganado. Fue también símbolo de una sociedad patriarcal y marca de territorialidad.
Existen ídolos similares en lugares tan alejados como Grecia, Italia, Francia y Gran Bretaña. En Rabanales pueden verse, junto a la iglesia, otros dos notables ejemplares.

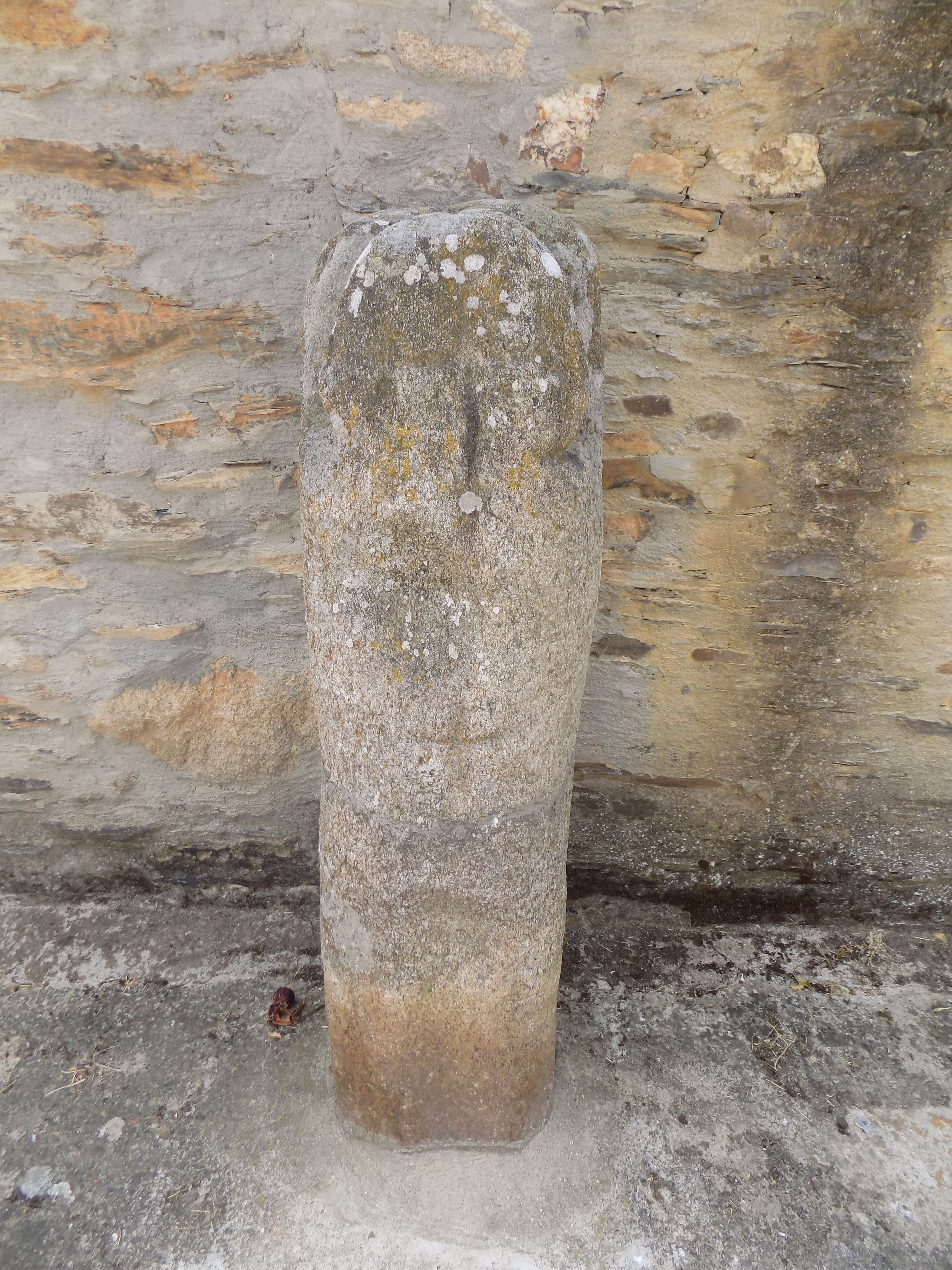
“El Rollo” en su ubicación actual.

### Edad Media
Durante la Edad Media Ufones quedó integrado en el Reino de León, cuyos monarcas habrían acometido la repoblación de la localidad dentro del proceso repoblador llevado a cabo en Aliste. Tras la independencia de Portugal del reino leonés en 1143, la localidad habría sufrido por su situación geográfica los conflictos entre los reinos leonés y portugués por el control de la frontera, quedando estabilizada la situación a inicios del siglo XIII.
Posteriormente, en la Edad Moderna, Ufones estuvo integrado en el partido de Alcañices de la provincia de Zamora, tal y como reflejaba en 1773 Tomás López en Mapa de la Provincia de Zamora. Así, al reestructurarse las provincias y crearse las actuales en 1833, la localidad se mantuvo en la provincia zamorana, dentro de la Región Leonesa, integrándose en 1834 en el partido judicial de Alcañices, dependencia que se prolongó hasta 1983, cuando fue suprimido el mismo e integrado en el Partido Judicial de Zamora.
Finalmente, en torno a 1850, el antiguo municipio de Ufones se integró en el de Rabanales.

## Fiestas
Ufones tiene como fiestas principales las de Santa Eulalia de Mérida, el 10 de diciembre.

## Anécdotas

### El Rollo
En origen, el falo, antes mencionado, se encontraba en medio de la Plaza Mayor de la localidad, pero un camión de transporte que traía cubas de vino que estaba dando marcha atrás para depositar las cubas en el antiguo bar de la localidad, lo derribó y partió a la mitad.
Después de este incidente apareció en alcalde del municipio proponiendo quitarle de por vida, tras enterarse de la noticia todos los vecinos salieron de sus casas para enfrentarse al alcalde, este tuvo que llamar a la Guardia Civil y los vecinos comenzaron a zarandear el coche de la benemérita con el alcalde dentro, tras unas horas de tensión el alcalde logró huir.
Tras esta manifestación se decidió que “El Rollo” seguiría en Ufones pero no en medio de la plaza, sino junto a la iglesia, tras darse esta orden lo llevaron a Fornillos de Aliste, se le introdujo una barra de hierro en el interior y pusieron cemento para unir las dos partes, y así es como se encuentra hoy en día.

### Ufones colaboró
El 13 de septiembre de 1985, entre las 4 y 5 de la tarde, se desató un feroz incendio en una finca particular del término de Rabanales que quemó 2.200 pinos, en el periódico llamado “El Correo de Zamora” se narró el incendio de esta manera:

En el término de Rabanales, y en una finca particular, ardieron ayer, entre las cuatro y las cinco de la tarde, 2.200 pinos de 35 años. En la extinción del incendio colaboró ICONA, mientras que aproximadamente unas 150 personas del pueblo vecino de Ufones se limitaron a ver y a no colaborar, según manifestaba ayer a esta Redacción la sección de montes de ICONA.

Tras esta bochornosa declaración, el por entonces alcalde de la localidad de Ufones, Felipe Ballesteros Fernández, mandó una carta a la editorial en la que decía lo siguiente:

Le agradeceré tenga a bien publicar el siguiente escrito en el periódico de su digna dirección, que hace referencia a otro publicado en el periódico del día 14 del actual, referente a la quema de 2.200 pinos en el término de Rabanales.

Me extraña sobremanera, refiriéndome a la quema de pinos del día 13 del actual en el término de Rabanales, que alguien de un organismo oficial (ICONA) se atreva a cometer el ultraje, agravio o injuria contra el personal (150), según la Prensa, del pueblo de Ufones, al manifestar que «el pueblo vecino de Ufones se limitó a ver y a no colaborar».
En primer lugar, en nombre del pueblo, quiero hacer constar que Ufones no cuenta en la actualidad con el número de 150 habitantes, como se dice en la Prensa, y en el segundo caso, de la no colaboración, se miente, no sé con qué intención, al decir que se limitaron a ver y no colaborar. Todo el personal que acudió, trabajó intensamente y con la mejor voluntad hasta la total extinción del fuego. ¿Cómo es posible, y con qué intención, que se mienta en el caso que nos ocupa contra el honrado pueblo, pequeño pero trabajador y atento con todos los pueblos que lo rodean?…
Pequeño, sí, de muy reducido número de habitantes, pero muy grande en cuanto se refiere al fiel cumplimiento de todas sus obligaciones.

No quiero extenderme más, pero, a fin de tranquilizar al vecindario, desearía saber una cosa: «La razón de la mentira».

## Demografía
| Gráfica de evolución de Ufones entre 2000 y 2023 |
|                                                  |